# Margaret Erskine (Leichtathletin)
Margaret Erskine (* 31. Juli 1925 in Alton, Hampshire; † 21. Mai 2006 in Elgin, Moray) war eine britische Weitspringerin.
Bei den Olympischen Spielen 1948 in London schied sie in der Qualifikation aus, und bei den Leichtathletik-Europameisterschaften 1950 in Brüssel wurde sie Sechste.
1949 und 1950 wurde sie Englische Meisterin. Ihre persönliche Bestleistung von 5,55 m stellte sie am 26. Juni 1948 in Chiswick auf.